# Sikorsky S-76
Sikorsky S-76 je dvoumotorový užitkový vrtulník vyráběný americkou spolčností Sikorsky Aircraft Corporation. Využíván je mimo jiné k přepravě osob, VIP osob, nákladu, při misích SAR, v bezpečnostních složkách i ozbrojených silách. Výroba vrtulníku skončila v roce 2022. Celkem bylo vyrobeno 876 kusů S-76.

## Vývoj

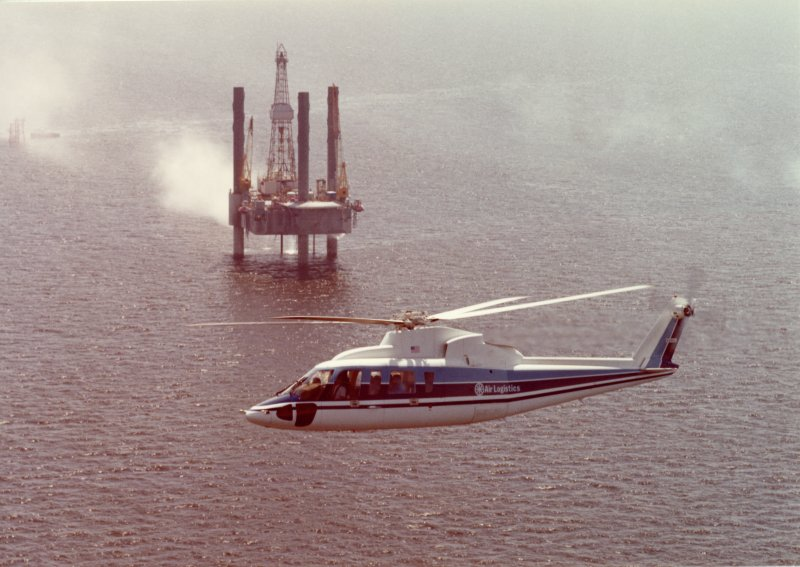
S-76 s ropnou plošinou v pozadí

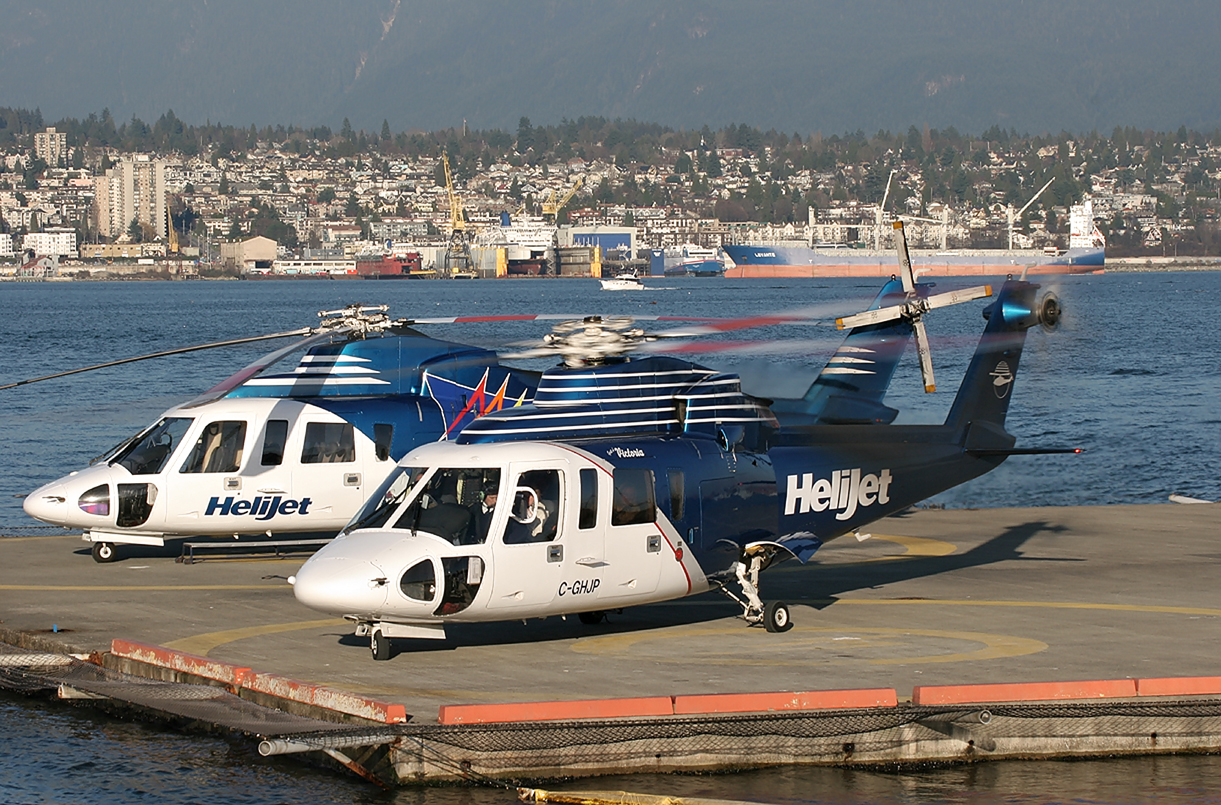
Dvojice S-76 společnosti Helijet ve Vancouveru

Společnost Sikorsky zahájila vývoj S-76 s cílem nabídnout střední vrtulník těžařským společnostem. Dvoumotorový vrtulník měl dokázat přepravit až dvanáct pasažérů na vzdálenost 400 námořních mil (740 kilometrů). O vývoji nového typu společnost informovala 19. ledna 1975. Samotná stavba čtyř prototypů byla zahájena v květnu roku 1976.
Dne 11. ledna 1977 proběhl slavnostní roll-out prvního prototypu před tovární halu ve Stratfordu. První prototyp S-76A (imatrikulace N762SA, sériové číslo 76002) vzlétl 13. března 1977 v Development Flight Center společnosti Sikorsky ve West Palm Beach na Floridě. V kokpitu seděl šéfpilot společnosti Sikorsky John Dixson a zkušební pilot Nicholas D. Lappos. Prvním uživatelem S-76A se 27. února 1979 stala společnost Air Logistic. Postupně vznikaly různé obměny, přičemž jednotlivé typy jsou poháněny různými druhy motorů.
V roce 1976 Sikorsky navrhla variantu S-76 pro americkou pobřežní stráž. Jeho konkurenty byly vrtulníky společností Aérospatiale a Bell Helicopter. Následně však společnost odstoupila a vítězem se stal MH-65 Dolphin.
Od 4. do 9. února 1982 byl vrtulník Sikorsky S-76A (imatrikulace N5445J) využit k ustavenní série dvanácti světových rekordů Mezinárodní letecké federace (FAI) v rychlosti, čase na stoupání a trvalé výšce při letu. Do rekordních letů byli zapojeni zkušební piloti Nicholas D. Lappos, William Frederick Kramer, Byron Graham Jr., David R. Wright a Thomas F. Doyle Jr. S-76A tehdy získal i absolutní světový rychlostní rekord pro vrtulníky v hodnotě 345,74 kilometrů za hodinu. Devět z těchto rekordů bylo v únoru 2025 stále platných.
V letech 2000–2015 vrtulníky S-76 vyráběla i česká společnost Aero Vodochody, a to postupně ve verzích S-76C, S-76C+, S-76C++ a S-76D. Roku 2009 začala výroba vrcholné verze S-76D. V roce 2011 byly prodány poslední vrtulníky S-76C++, přičemž dodávky prvních S-76D měly být zahájeny roku 2012. S-76D však nebyl tak prodejně úspěšný, jako dřívější verze (77 kusů do roku 2022). Z trhu jej vytlačovaly výkonnější evropské vrtulníky Leonardo Helicopters AW139.
V dubnu 2020 vstoupily v platnost nové předpisy americké FAA, vyžadující u nově vyráběných letadel palivové nádrže odolné proti nárazu. Výrobce vrtulníku S-76 se rozhodl neinvestovat do jeho modernizace, takže vrtulníky již nemohly být prodávány ve Spojených státech amerických. Nově vyrobené stroje S-76D si mohli koupit pouze zahraniční zákazníci. Roku 2021 byl dodán jediný S-76D. V roce 2022 výrobce přestal přijímat objednávky na S-76, což předznamenalo konec jeho výroby. Zároveň hledal zahraniční partnery pro případnou licenční výrobu. Výroba S-76 byla ukončena v dubnu 2022.

## Popis

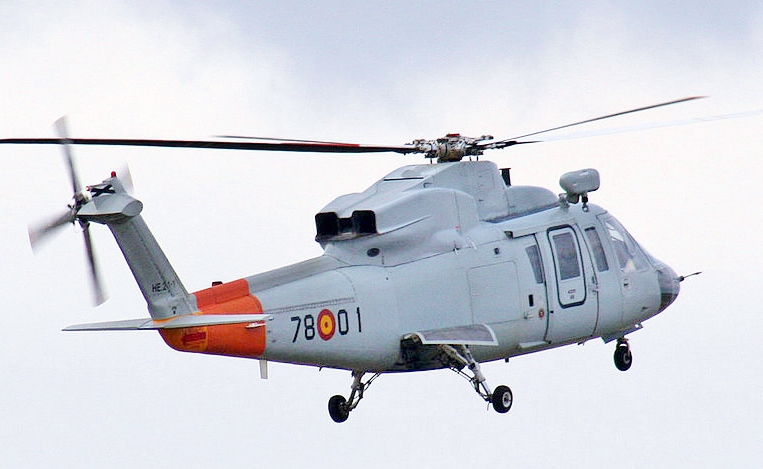
S-76C španělského letectva

Vrtulník S-76A pohánějí dva turbohřídelové motory Allison 250-C30, každý o výkonu 557 hp. Pozdější verze poháněly i motory Turboméca Arriel 2S1 a Pratt & Whitney Canada.

## Varianty
- S-76A – základní typ s turbovrtulovými motory Allison 250C-30
- S-76 Mark II – upravené díly čtyřlistého nosného rotoru a hlavní převodovky, potah byl doplněn o další přístupové otvory pro usnadnění údržby, nová výkonnější klimatizační soustava kabiny. Pohon zajišťovala dvojice motorů Allison 250C-30S s výkonem po 485 kW. Stroje byly dodávané uživatelům od 1. března 1982.
- S-76A+ – verze s motory Turboméca Arriel 1S s výkonem po 522 kW. Certifikace FAA byla této verzi udělena v dubnu 1988.
- S-76A++ – modernizace S-76A
- S-76B – verze s motory Pratt & Whitney of Canada PT-6B-36 o vzletovém výkonu po 716 kW. První vzlet S-76B (N3123U) proběhl 22. června 1984 v Palm Beach, certifikaci FAA obdržel v lednu 1987.
- S-76C – verze s motory Turboméca Arriel 1S1 o vzletovém výkonu po 591 kW. Zálet prototypu se uskutečnil 18. května 1990.
- S-76C+ - verze s motory Turboméca Arriel 2S1 s číslicovým regulačním systémem FADEC.
- S-76C++ – verze s motory Turboméca Arriel 2S2
- S-76D – verze s motory Pratt & Whitney Canada PW210S
- AUH-76 – (Armed Utility Helicopter) ozbrojená vojenská verze S-76 Mark II s pancéřovanými sedadly a zaměřovacím zařízením Mast Mounted Sight na hřídeli nosného rotoru.
- H-76 Eagle – vojenská ozbrojená verze
- H-76N – plánovaná vojenská námořní verze, neuskutečněno
- S-76 Fantail - jeden exemplář S-76B upravený pro testy fenestronu pro výzkumný a vývojový program bitevního vrtulníku Boeing/Sikorsky RAH-66 Comanche
- SHADOW - (Sikorsky Helicopter Advanced Demonstrator of Workload) jeden stroj (N765SA) upravený v rámci výzkumného programu Army Rotorcraft Technology Integration s jednomístným kokpitem. Poprvé vzlétl 24. června 1985.

## Uživatelé

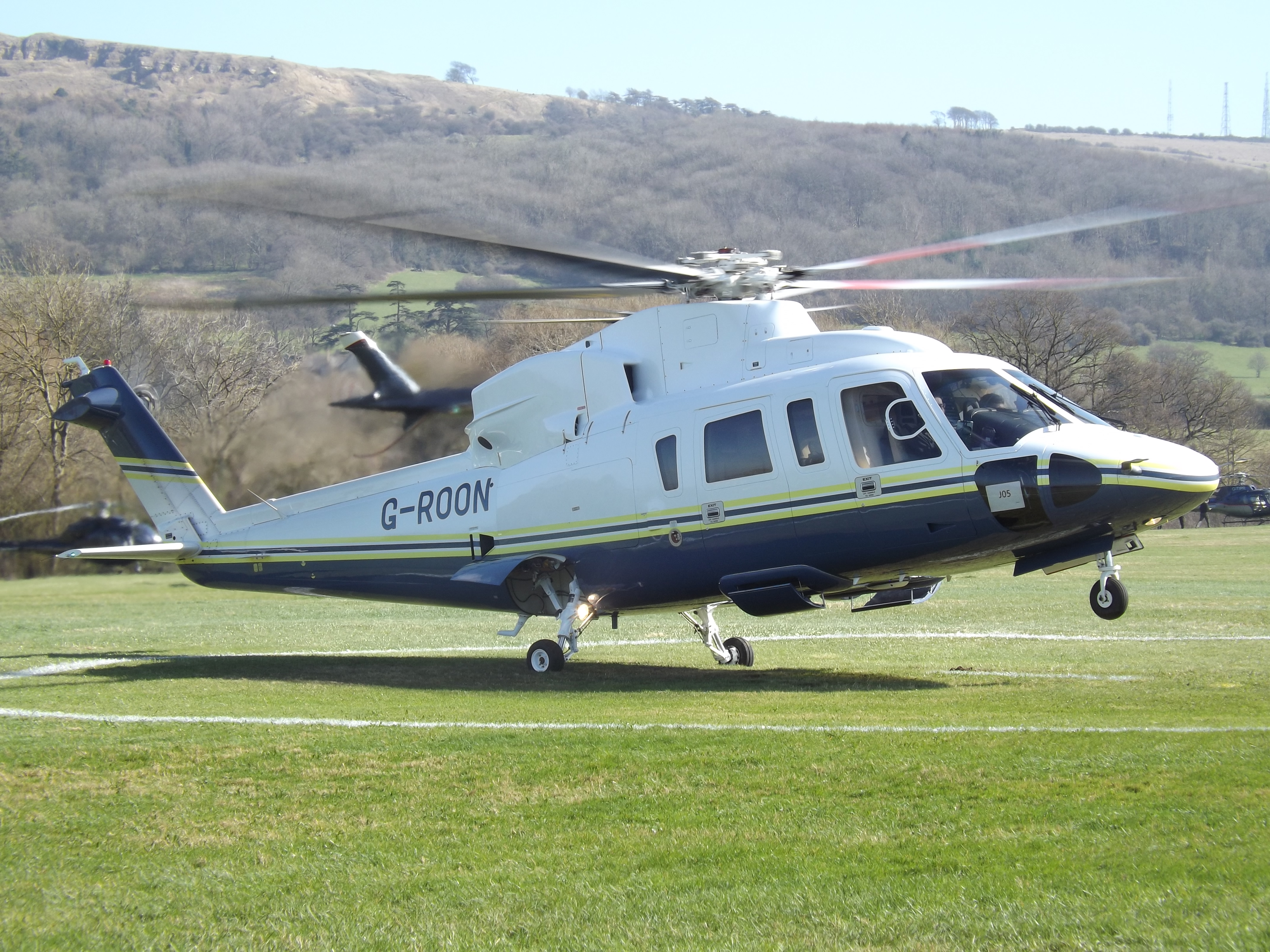
S-76C (G-ROON) v Cheltenhamu v roce 2017

- USA, Argentina, Čína, Estonsko, Filipíny, Finsko, Chile, Guatemala, Irák, Jordánsko, Mexiko, Panama, Španělsko, Thajsko, Trinidad & Tobago.

## Specifikace (S-76A)

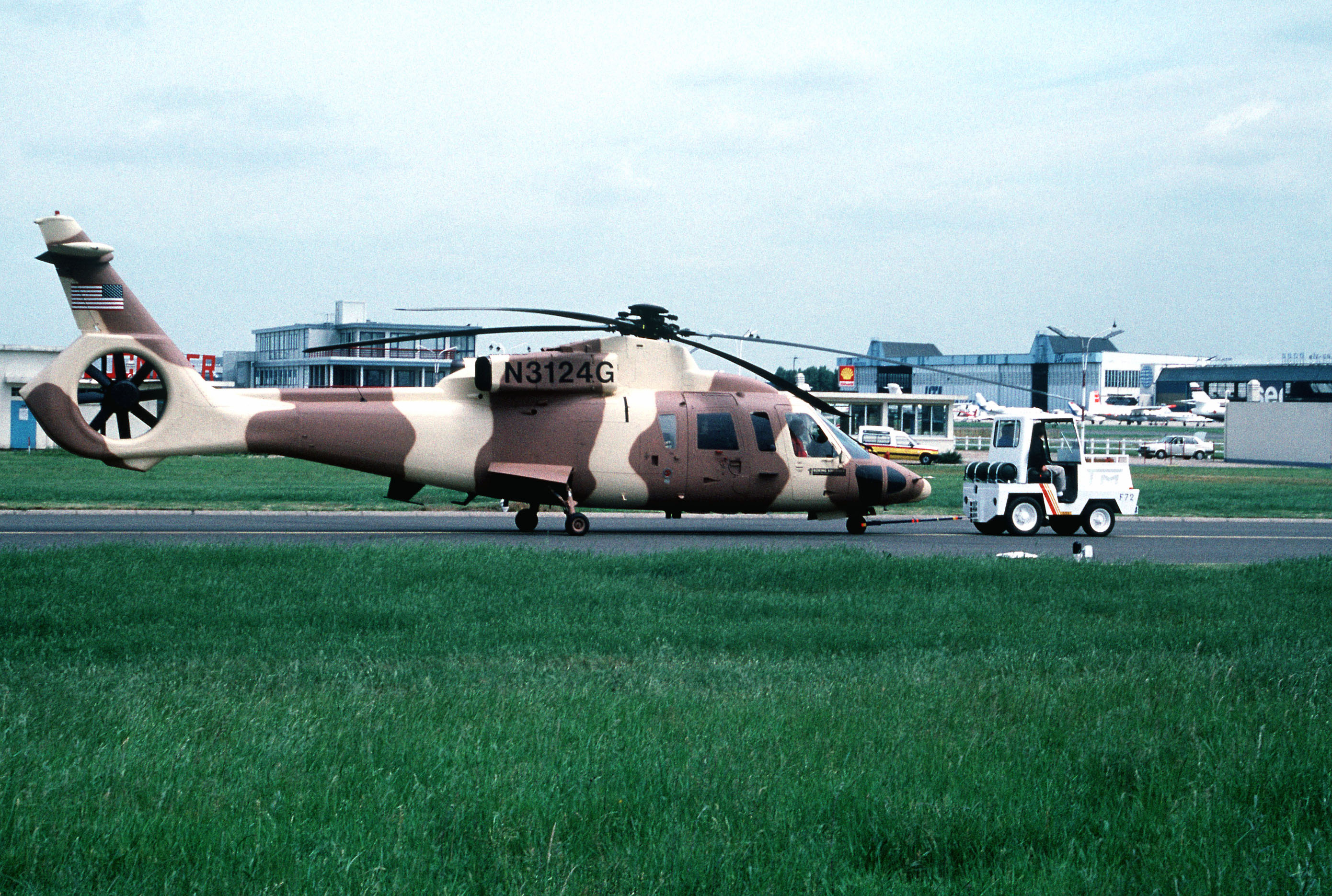
S-76B (N3124G) na Air Show v roce 1995 v Paříži

Citováno dle:

### Technické údaje
- Osádka: 2
- Kapacita: 12 osob nebo 2130 kg nákladu
- Průměr hlavního rotoru: 13,41 m
- Plocha rotorového disku: 141,21 m²
- Průměr vyrovnávacího rotoru: 2,438 m
- Celková délka: 16,00 m
- Délka trupu: 13,22 m
- Celková výška: 4,42 m
- Hmotnost prázdného vrtulníku: 3235 kg
- Vzletová hmotnost: 4763 kg
- Pohonné jednotky: 2 × turbohřídelový motor Allison 250-C30
  - Výkon pohonné jednotky: 557 hp

### Výkony
- Maximální rychlost: 287 km/h
- Cestovní rychlost: 287 km/h
- Stoupavost u země: 6,85 m/s
- Praktický dostup: 4572 m
- Statický dostup s vlivem země: 1890 m
- Dolet: 748 km

## Nehody
Stroj Sikorsky S-76B (registrace N72EX) havaroval 26. ledna 2020 při letu z John Wayne Airport u kalifornského města Calabasas; zahynul pilot a osm pasažérů, mezi nimi basketbalista Kobe Bryant.